# Francis Flute
Francis Flute is een personage van William Shakespeares A Midsummer Night's Dream.
Hij is een blaasbalgmaker van beroep en werkzaam in Athene. Hij maakt deel uit van een zes-hoofdig amateurgezelschap. Het is een stille man, met een zacht karakter. Samen met zijn collega-acteurs oefent hij een toneelstuk in dat ze hopen te mogen opvoeren voor het huwelijk van Theseus, de hertog van Athene, met Hippolyta.
Francis wordt verplicht de vrouwelijke rol van Thisbe te vertolken in het stuk Pyramus en Thisbe. Het is een toneelstuk, in-geschreven in een toneelstuk. Hij gebruikt een hoge piepende stem om de rol van Thisbe te vertolken.